# میربازار
میربازار، روستایی است از توابع بخش رودبست شهرستان بابلسر در استان مازندران ایران.

## جمعیت
این روستا در دهستان پازوار قرار داشته و براساس آخرین سرشماری مرکز آمار ایران که در سال ۱۳۸۵ صورت گرفته، جمعیت آن ۱۶۸۹نفر (۴۴۶خانوار) بوده‌است.